# Toporowa Cyrhla

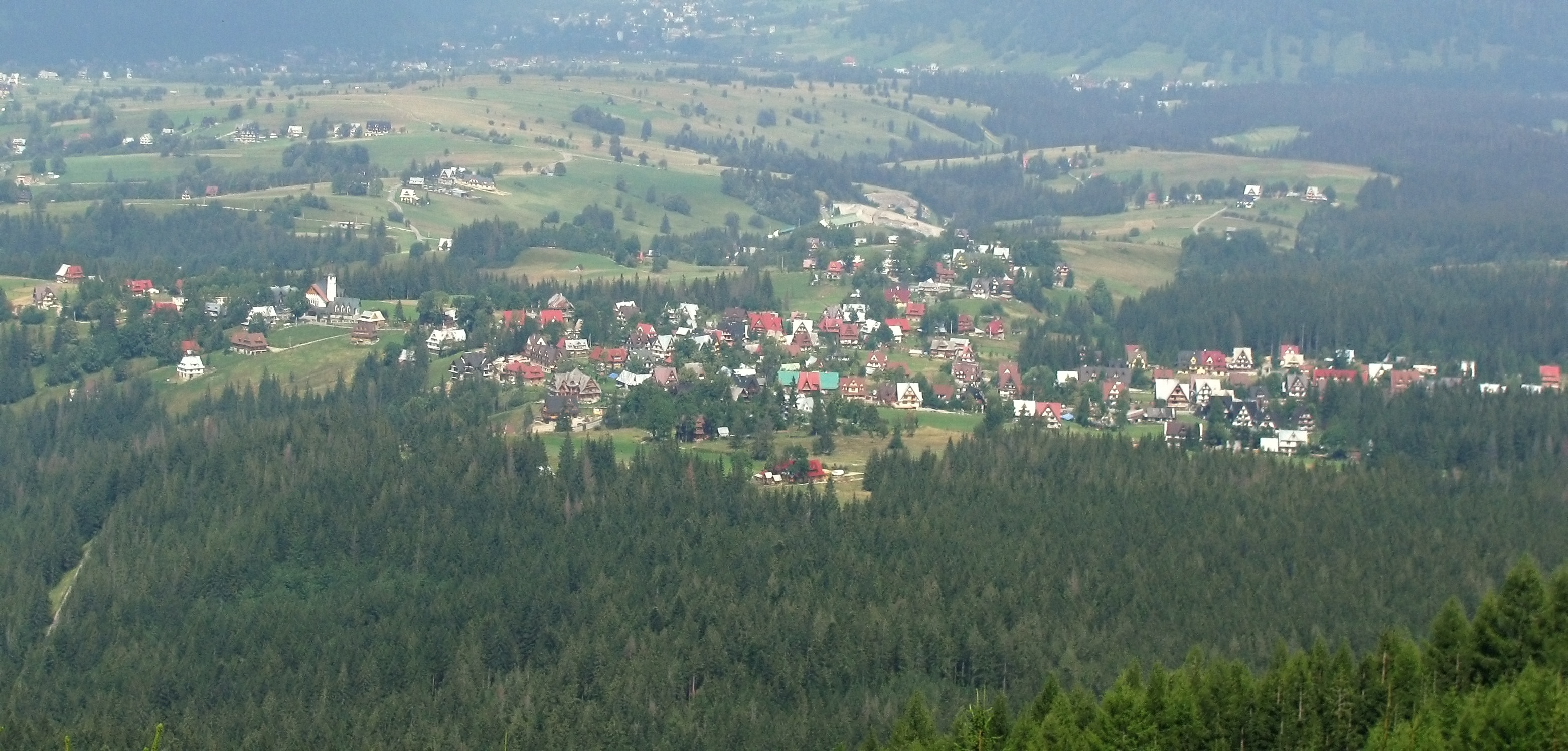
Blick vom Wielki Kopieniec

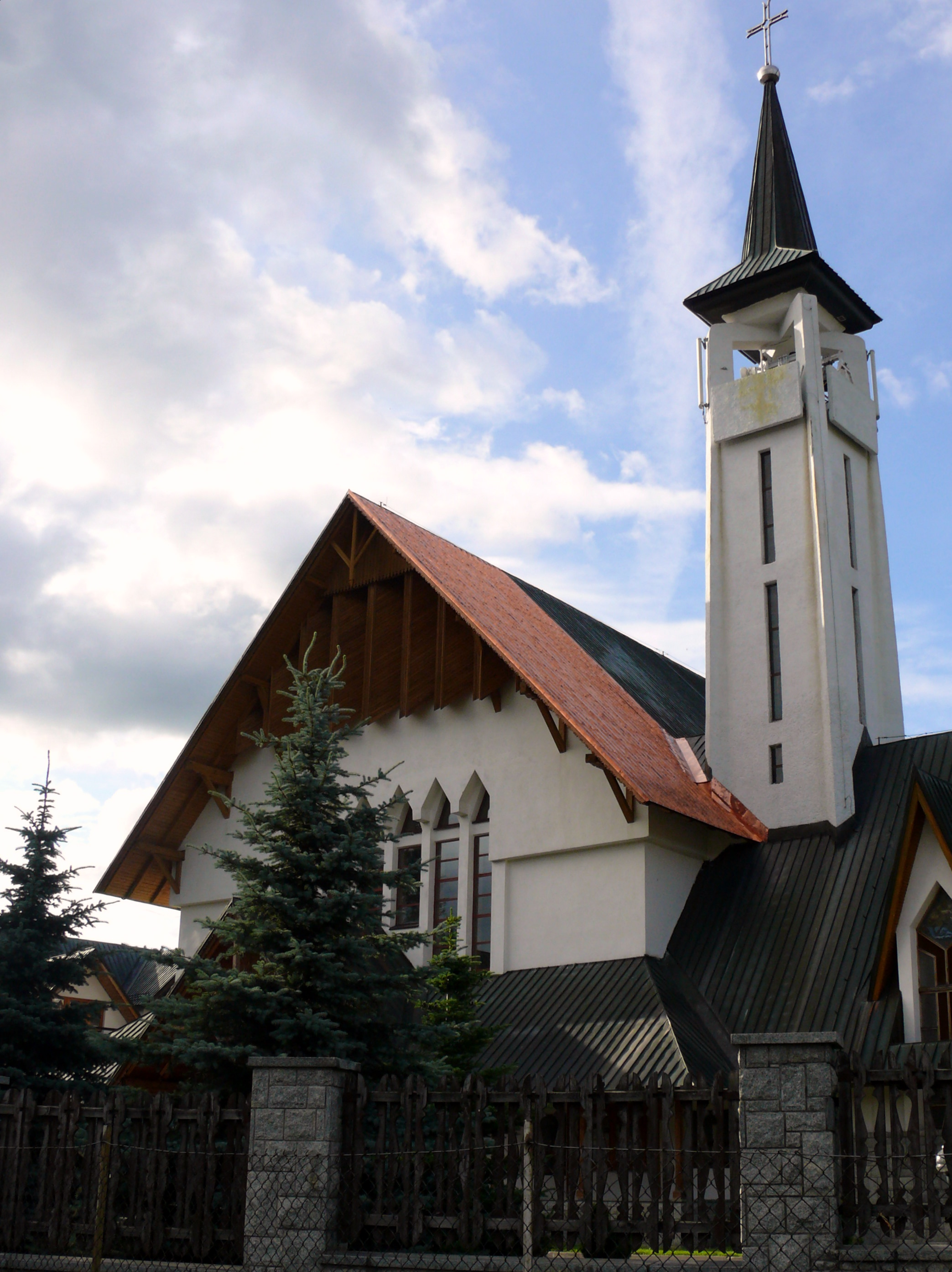
Kirche der Göttlichen Barmherzigkeit der Marianer

Die Toporowa Cyrhla ist ein Stadtteil der polnischen Stadt Zakopane in der Westtatra im Powiat Tatrzański in der Woiwodschaft Kleinpolen.

## Lage
Der Stadtteil liegt am Panoramaweg Oswald-Balzer-Weg auf einer Höhe von 950–1040 Metern über NN unmittelbar an der Grenze zum Tatra-Nationalpark.

## Geschichte
Der Ort wurde 1632 angelegt, blieb jedoch lange Zeit sehr dünn besiedelt. Eine Besiedlung des Ortes erfolgte erst nach 1878. Im 20. Jahrhundert wurde im Stadtteil das Kloster der Marianen gegründet. Das Gasthaus „Pod 7 Kotami“ war im 20. Jahrhundert Treffpunkt von Intellektuellen aus Zakopane, unter anderem von Karol Szymanowski und Jarosław Iwaszkiewicz.

## Etymologie
Der Name lässt sich als „Brandrodung der Topór“ übersetzen, wobei die Topór eine Familie der Góralen sind. Deren Name lässt sich als „Beil“ übersetzen, hat jedoch nichts mit der Art der Rodung zu tun. Das Ortsgebiet wurde im 17. Jahrhundert durch Brandrodung gewonnen.

## Tourismus
Im Gemeindegebiet beginnt ein Wanderweg in die Hohe Tatra und ein Wanderweg in die Westtatra.
- ▬ Zakopane-Toporowa Cyrhla – Dolina Suchej Wody Gąsienicowej – Rówień Waksmundzka – Dolina Waksmundzka – Oswald-Balzer-Weg und weiter:
  - entweder Palenica Białczańska
  - oder Wodogrzmoty Mickiewicza – Dolina Rybiego Potoku – Meeraughütte – Czarny Staw pod Rysami – Rysy
- ▬ Zakopane-Jaszczurówka – Dolina Olczyska – Wielki Kopieniec – Zakopane-Toporowa Cyrhla